# Верненская крепость
Верненская крепость — оборонительное сооружение Российской империи, выстроенное в 1854-55 гг. под названием Заилийское укрепление и положившее начало городу Верный (Алма-Ата). Крепость стала центром Верненского мятежа 1920 года.

## История
Решение о строительстве принято 4 февраля 1854 года. Весной того же года началось строительство Заилийского укрепления, позднее названного Укрепление Верное. Начальник Заилийского военного отряда майор М. Д. Перемышльский, совместно с инженер-поручиком Александровским руководили строительством; к осени того же года все работы были завершены. В бревенчатых деревянных домах и казармах разместились 470 солдат и офицеров Заилийского отряда.
К осени 1854 года военное укрепление Верное в основном было готово. Укрепление Верное представляло собой в плане неправильный, обнесенный частоколом пятиугольник, одна сторона которого располагалась вдоль Малой Алматинки. Впоследствии деревянный частокол был заменен стеной из сырцового кирпича с бойницами. Основные строения возводились вокруг большого плаца для военных смотров и учений.
11 апреля 1867 года высочайшим указом было принято решение о возведении укрепления Верного в ранг города. Согласно плану он должен был стать центром Семиреченской области.
В июне 1920 года на территории этого укрепления произошел мятеж, который ликвидировал отряд комиссара Д. Фурманова.
В годы Великой Отечественной войны в казармах крепости формировалась легендарная 316-я стрелковая дивизия под командованием генерала Ивана Панфилова.

## Современное состояние
От Верненской крепости, заложенной в 1854 году, остались четыре деревянные постройки XIX–XX вв. (в 1927 г. их было еще 19). Три из них включены в охраняемый государством памятник. Четвертое здание расположено на частной территории и под государственную охрану по причине утраты исторического облика не взято. Недалеко от входа с северной стороны виднеется земляной холм. Относительно его происхождения существуют две версии: 
1. Это фрагмент земляного вала крепости. 
2. Это куча строительного мусора, покрытая землей. 
По состоянию на 2018 год на большей части бывшей крепости, не испытавшей ни одного военного конфликта – руины, свалки и помойки. Ещё 10 лет назад у реки читались следы рвов, но сейчас и этого не осталось.

## Перспективы создания музея
В 2006—2009 годах в рамках программы «Культурное наследие» проводились работы по разработке проекта музея под открытым небом на месте Верненской крепости. Выяснилось, что в 90-х годах землю крепости поделили на части, и некоторые из них были либо приватизированы, либо переданы в долгосрочную аренду частным компаниям. В то же время выяснилось, что часть другой земли крепости находится под юрисдикцией МВД и Минобороны. После окончания программы музей создан не был.
К празднованию 1000-летия города Алматы вновь был поднят вопрос о создании музея, однако не была представлена даже концепция будущего комплекса.

## Памятник истории и культуры
10 ноября 2010 года был утверждён новый Государственный список памятников истории и культуры местного значения города Алматы, одновременно с которым все предыдущие решения по этому поводу были признаны утратившими силу. В этом Постановлении был сохранён статус памятника местного значения Верненской крепости. Границы охранных зон были утверждены в 2014 году.

## Галерея

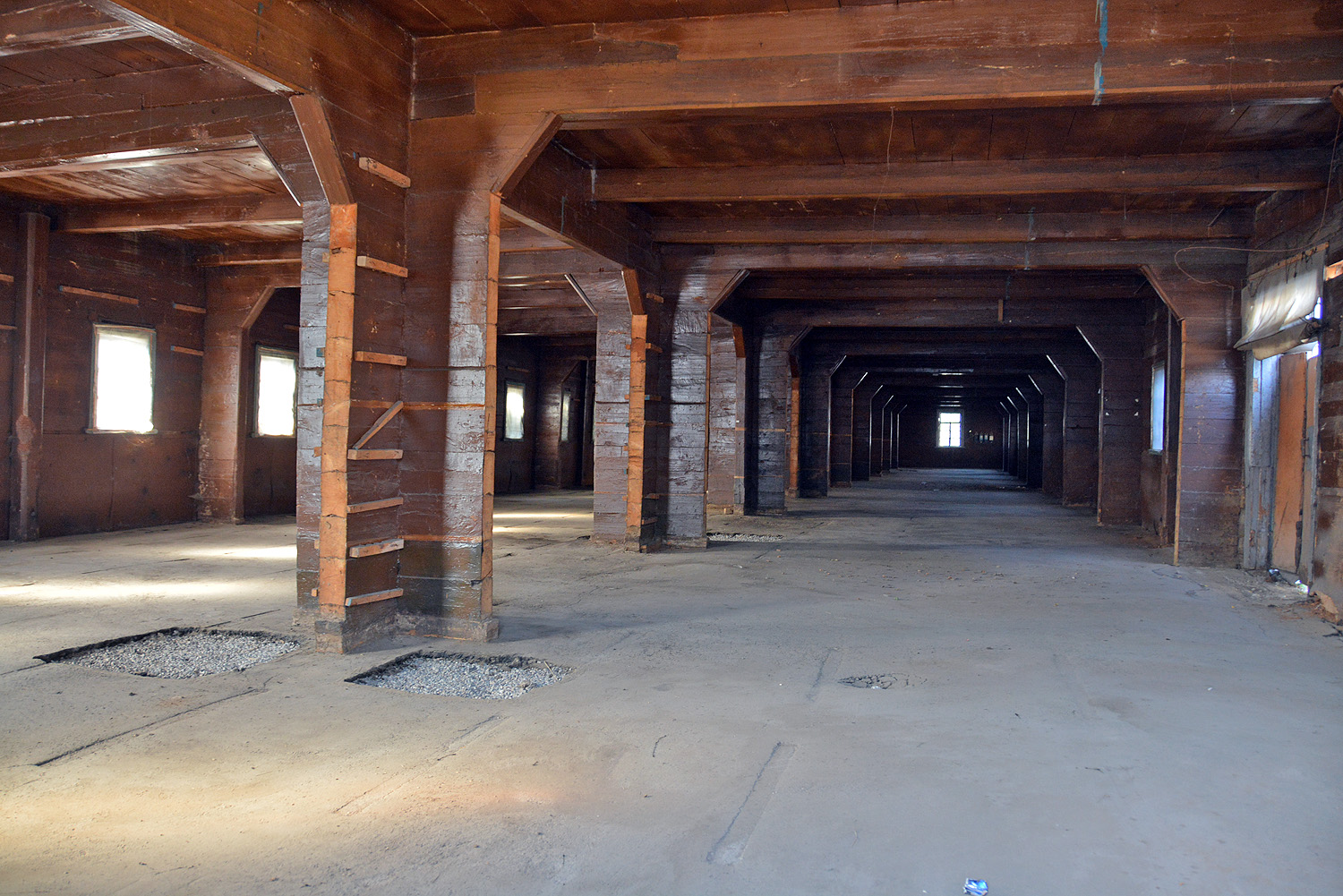
Внутри бывшей казармы Верненской крепости
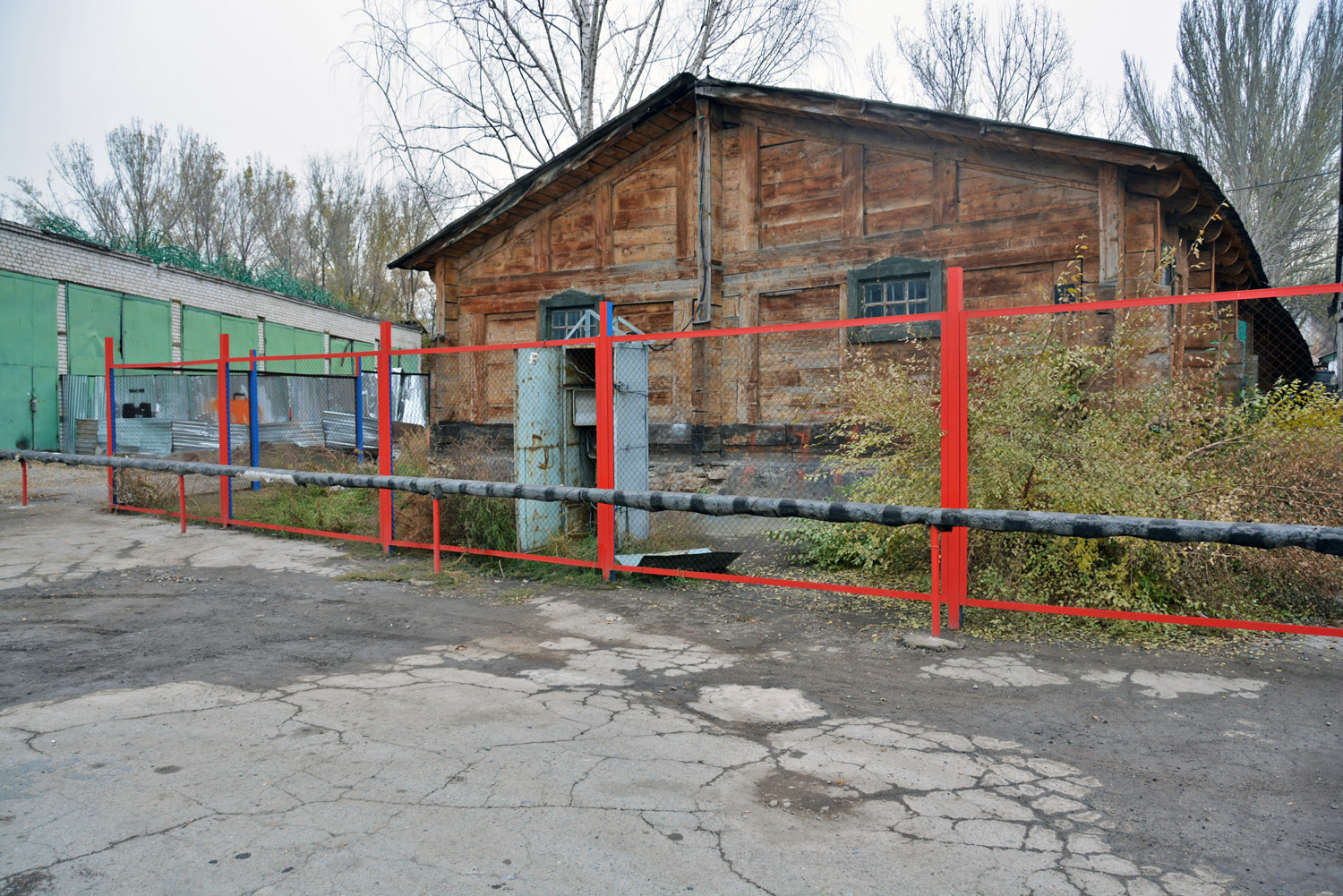
Бывшее складское помещение
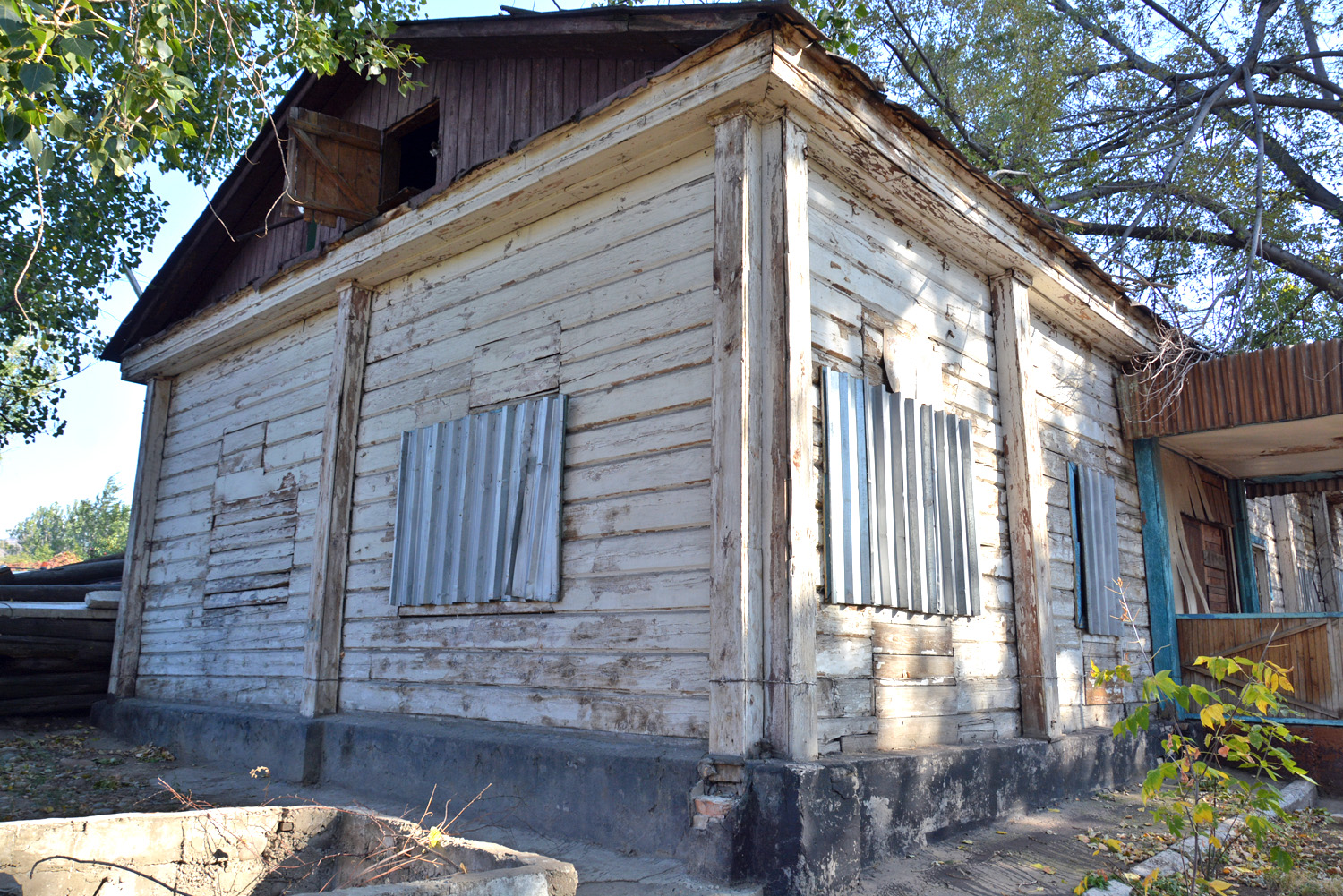
Склад бывшей Верненской крепости
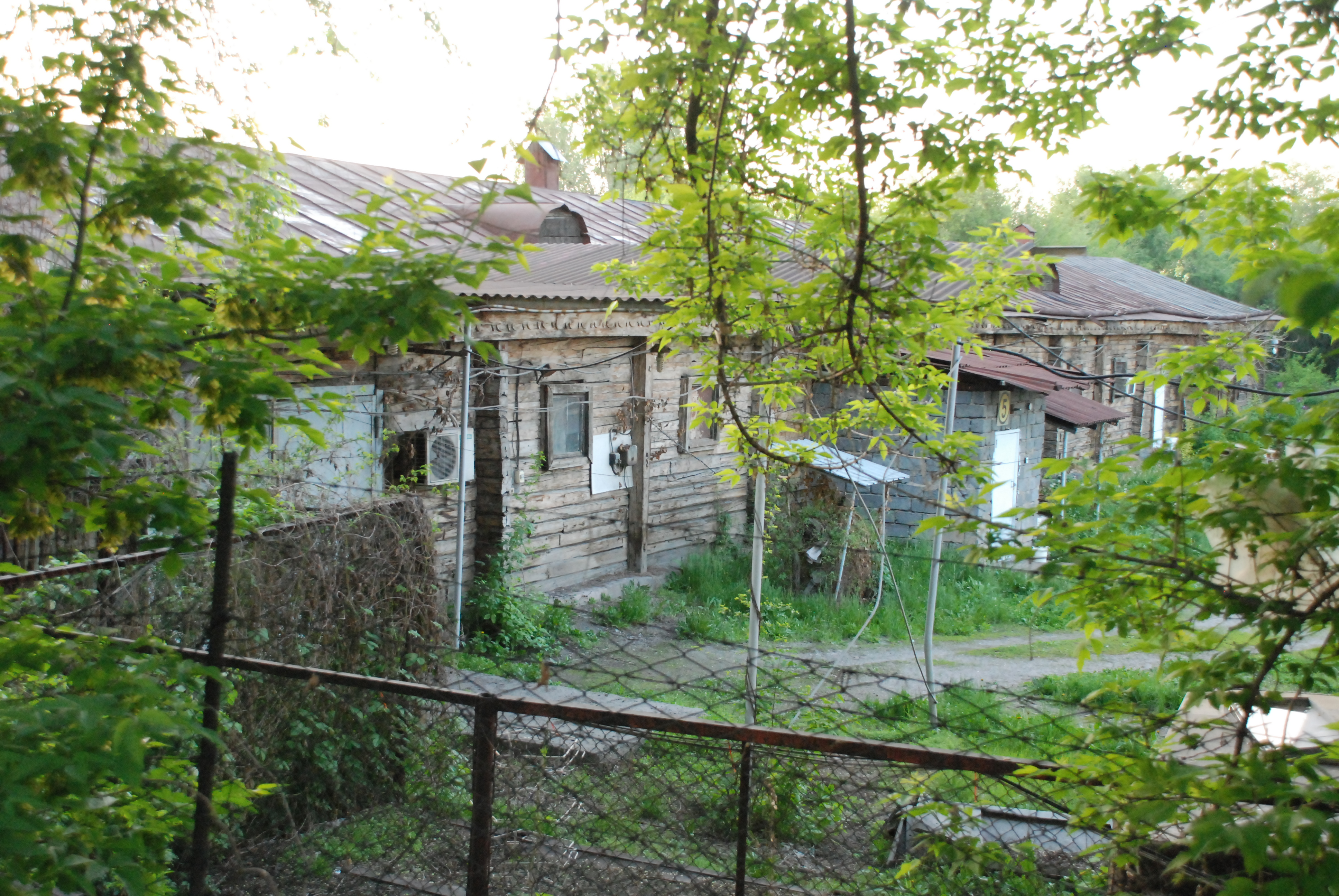
Бывший склад крепости, не входящий во взятый под государственную охрану комплекс Верненской крепости
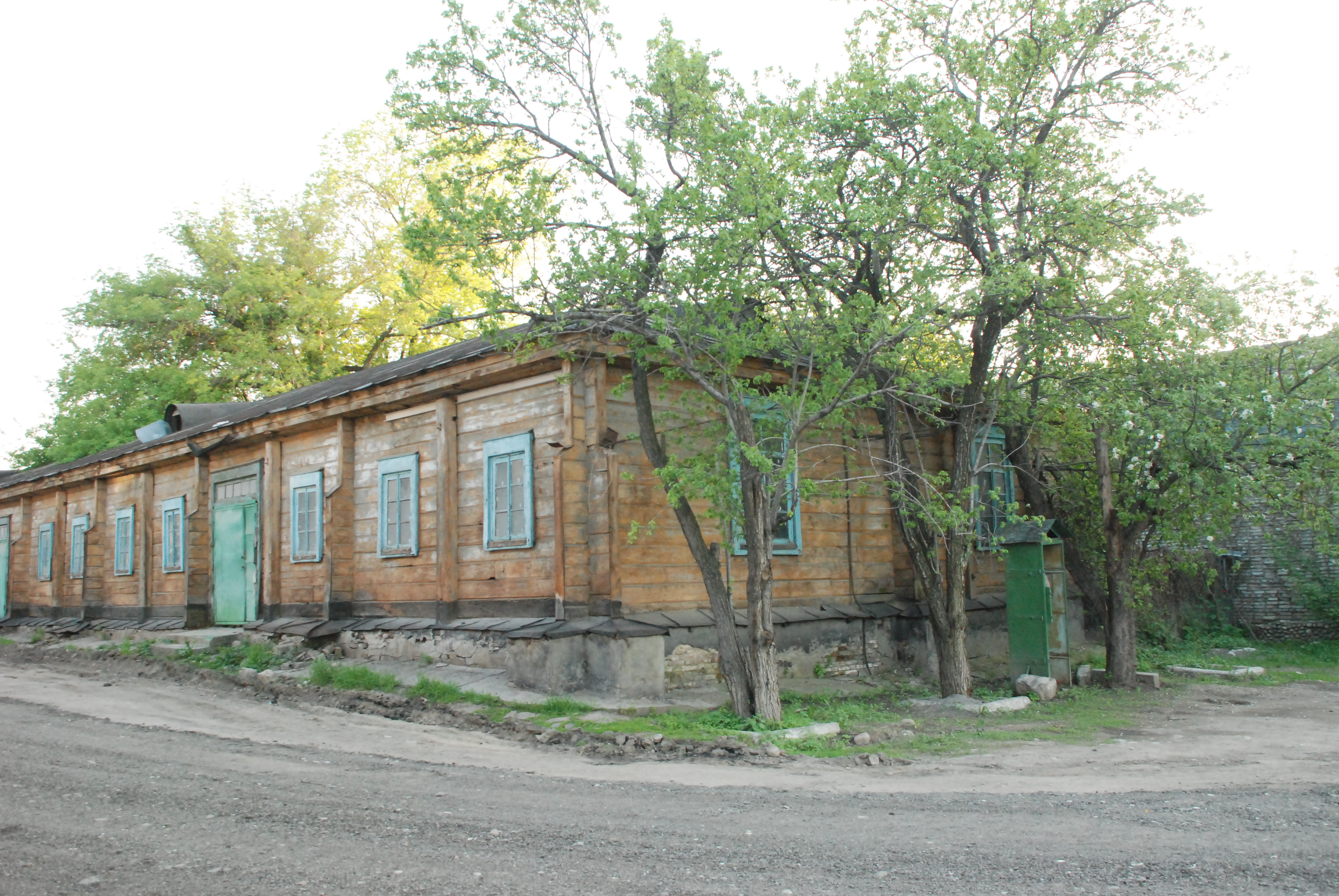
Казарма Верненской крепости XIX века постройки
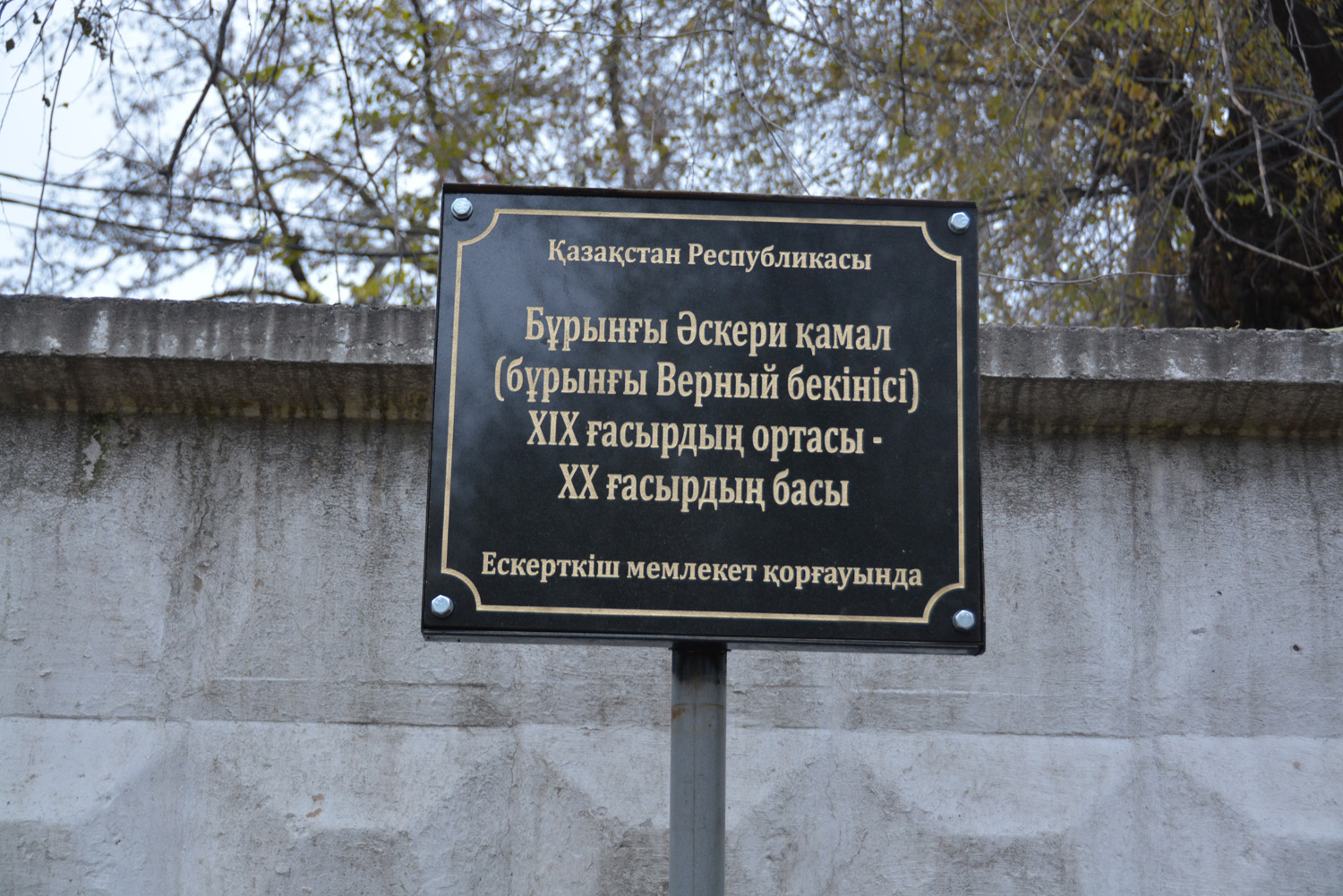
Охранная доска памятника "Комплекс Верненской крепости"